# أزهار الشر (مانغا)
أزهار الشر (باليابانية: 惡の華) مانغا يابانية من تأليف ورسم شوزو أوشيمي. نُشرت في مجلة بيساتسو شونين التابعة لكودانشا بين سبتمبر 2009 ومايو 2014. عنوان المانغا مقتبس من كتاب أزهار الشر للشاعر شارل بودلير.
عُرض مسلسل أنمي مُقتبس من المانغا، من إنتاج زيكسيس، في اليابان بين أبريل ويونيو 2013. كما بثته كرانشي رول خارج اليابان. حُرك الأنمي باستخدام تقنية الروتوسكوب، مما أثار جدلاً بين مُحبي المانغا. صدر فيلم حي مُقتبس من المانغا في سبتمبر 2019.

## القصة

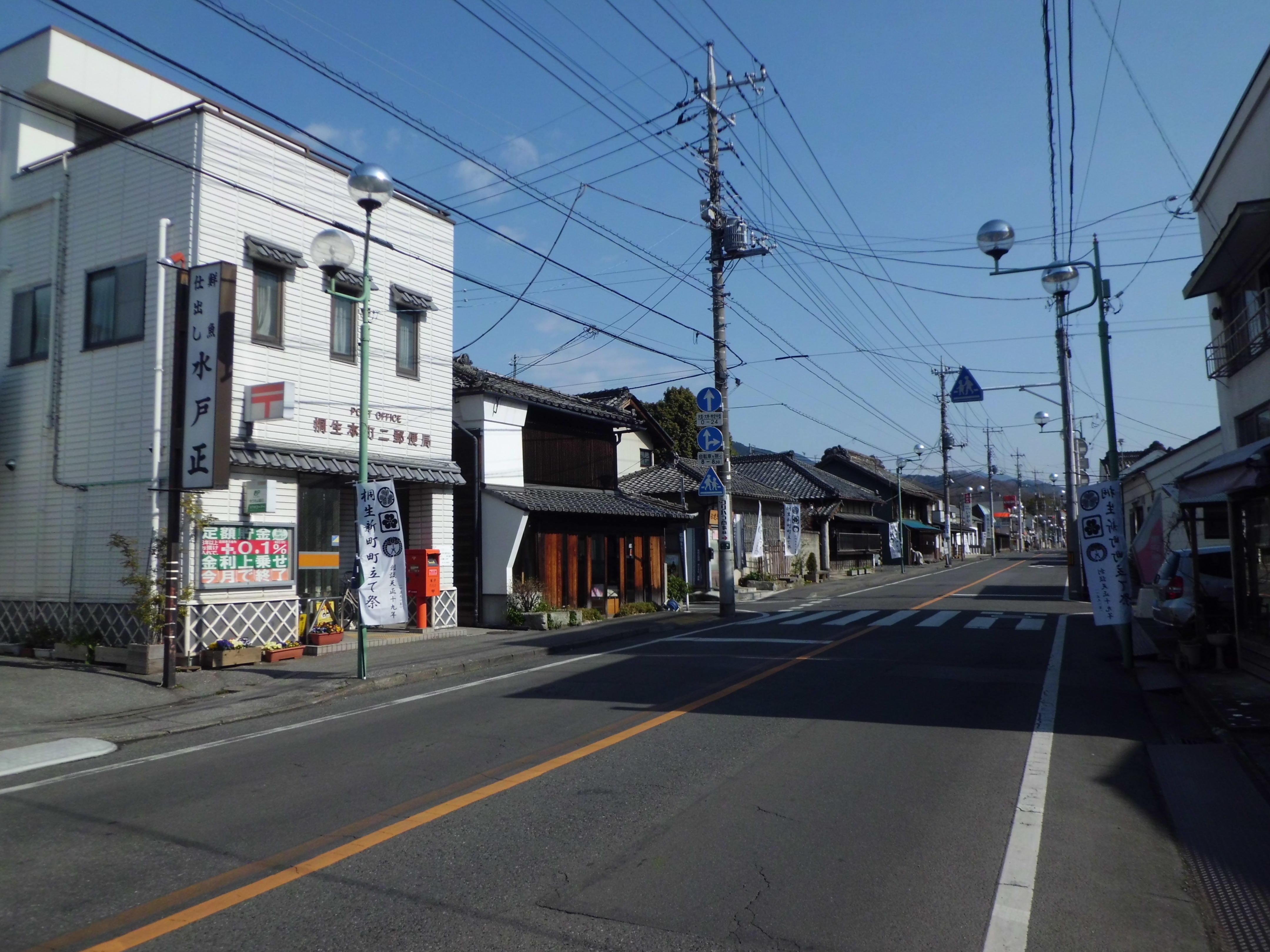
تدور احداث القصة في مدينة كيرو أحد المدن التابعة لمحافظة غونما.

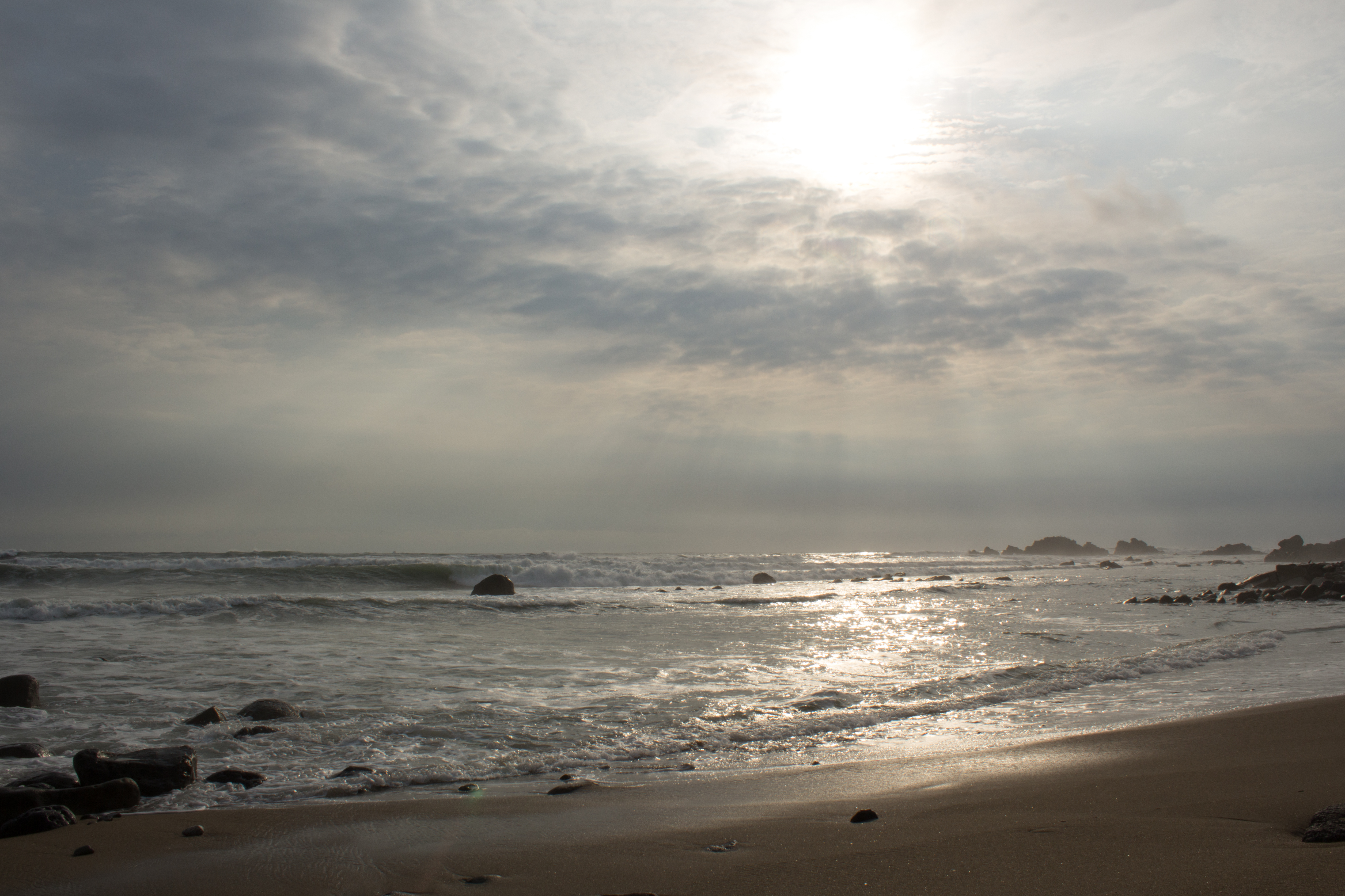
شاطئ بلدة توكاوا حيث تحدث كاسوغا و توكيوا مع ناكامورا.

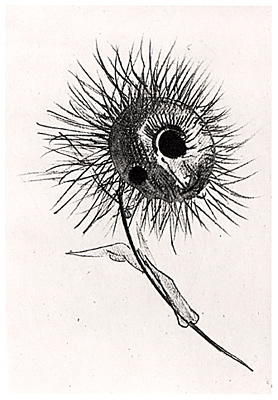
رسمة الزهرة للرسام أوديلون ريدون في كتاب أزهار الشر والتي استخدمها شوزو أوشيمي في المانغا.

تدور القصة حول «تاكاو كوسوغا» طالب انطوائي يهوى قراءة الشعر الفرنسي وكتابه المفضل هو أزهار الشر لشارل بودلير، يعيش عالمه الخاص المليء بالشكوك والهواجس، وصفه بـ «المضطرب منفسياً» لن يكون مبالغة بأي شكل من الأشكال. في لحظة ضعف، يرتكب كوسوغا فعلاً مشيناً في المدرسة تحت مرأى إحدى الفتيات. ولسوء حظ كوسوغا، فإن هذه الفتاة -وتدعى «ساوا ناكامورا»- لا تقل اضطراباً عنه، فتبادر بتهديده بكشف سره ما لم يُطِع جميع الأوامر التي ستمليها عليه خدمة ً لأغراضها الشخصية. لا يجد كوسوغا بداً من الانصياع وراء أوامرها، في حين تجره ساوا إلى المغامرة المريضة تلو الأخرى.

## الشخصيات
- تاكاو كاسوغا (باليابانية: 春日 高男)

مؤدي الصوت: شينيشيرو أويدا.
- ساوا ناكامورا (باليابانية: 仲村 佐和)

مؤدية أصوات: ماريا إيسي.
- ناناكو سايكي (باليابانية: 佐伯 奈々子)

مؤدية أصوات: يوكو هيكاسا.
- آيا توكيوا (باليابانية: 常磐 文)

## الإنتاج

### المانغا
قرأ أوشيمي كتاب أزهار الشر لشارل بودلير لأول مرة في المدرسة الإعدادية، ووجده «مريبًا، فاحشًا، ولكنه نبيلٌ بشكلٍ غريب». استلهم أوشيمي زهرة العين في السلسلة من رسمٍ للكتاب لأوديلون ريدون، فنانه المفضل. كما أشار أوشيمي إلى فنانين آخرين، كما في غلاف الفصل العاشر الذي سخر من لوحة "الماجا المكسوة" لفرانثيسكو غويا.
أحد التأثيرات على المانغا التي استشهد بها أوشيمي كانت أغنية أزهار الكرز لـ تيتسو أداتشي، حيث استطاع أن يتعاطف مع مشاعر البطل ووصف المانغا بأنها «تصور الوعي الذاتي المظلم والجانب المظلم من الشباب بكثافة مذهلة...» ومن المانغا الأخرى التي أثرت عليه ماساهيكو كيكوني همسات ضوء القمر وكلب هاروكو كاشيواغي، والتي شعر أنهما تشتركان في أنهما قصص بلوغ سن الرشد حول «اكتشاف نظام قيم خاص بالفرد» وهو ما كان يأمل أن تتمكن المانغا الخاصة به من تحقيقه. بعد نشر المجلد الثاني من المانغا، علم أوشيمي بالفيلم الفرنسي «لا تنجنا من الشر» وبالنظر إلى الماضي شعر أنه يستطيع أن يتعاطف مع موضوعات الفيلم حيث «تعبد الفتيات بودلير ولوتريمونت، ويخلقن مملكة من الشر لأنفسهن، ويسقطن في الخراب...».
استلهم أوشيمي من جوانب عديدة من حياته في المانغا، مثل الأماكن والشخصيات. تستند الأماكن إلى مواقع حقيقية من مسقط رأس أوشيمي، بما في ذلك: مكتبة المدرسة، وضفة النهر، والحديقة التي رُشّ فيها كاسوغا بالماء. كما أن العديد من الشخصيات لها نماذج حقيقية: ناكامورا مستوحى من شخص اعتاد أن ينادي أوشيمي بكلمات مثل "أحمق" وعبارات أخرى يستخدمها ناكامورا. أما هيروتا، صديق كاسوغا، فقد استوحى من صديق أوشيمي في المدرسة الإعدادية الذي خانه مع متنمر الفصل.

## روابط خارجية
- أزهار الشر على موقع ANN manga (الإنجليزية)